# Rue de l'espoir
Rue de l'espoir (titre original : The House on Hope Street) est un roman de Danielle Steel, paru aux États-Unis en 2000 puis en France en 2002.

## Résumé
Liz et Jack Sutherland sont mariés depuis 18 ans et forment une famille aisée avec 5 enfants qui habite une maison cossue dans Hope Stree, près de San Francisco.
Liz est une mère de famille qui voltige entre son cabinet d’avocats, l'éducation des enfants et qui mène une vie bien réglée. Un matin de Noël, son mari Jack meurt dans un accident. 
Liz se retrouve seule à gérer les difficultés et soutenue par ses enfants elle reprend son travail. Le temps passe jusqu’à ce qu’un accident ne conduise son fils aîné à l’hôpital. Elle fait ainsi la connaissance du docteur Bill Webster qui soigne son fils et devient un ami. 
Avec Noël, le premier anniversaire de la mort de Jack arrive et cette nouvelle relation apporte un nouvel espoir de pouvoir envisager l’avenir.